# Problem-Entscheidungs-Plan
Ein Problementscheidungsplan stellt eine Überlegung bezüglich vorhandener oder geplanter Prozesse dar, und dient insbesondere der Qualitätssicherung.
Ein Problem-Entscheidungs-Plan zählt zu den sieben Managementwerkzeugen. 
Dieser stellt eine Ablaufplanung dar und dient dazu, Prozesse zu optimieren.
Ein gegebener Prozess wird hierbei in seine Teilschritte zerlegt. Über passende Techniken (z. B. Brainstorming) werden sämtliche in diesem Teilschritt möglichen auftretende Probleme aufgelistet. Für diese Probleme wiederum werden nochmals per passender Technik Lösungen gesucht, und aufgelistet.
Ein Problem-Entscheidungs-Plan versucht somit sämtliche möglichen Diskrepanzen während eines Prozesses den entsprechenden Teilschritten zuzuordnen, und vorab Lösungen für Zielabweichungen zu finden.
Diese werden anschließend bewertet, wobei der Problementscheidungsplan noch keine Bewertung darstellt.

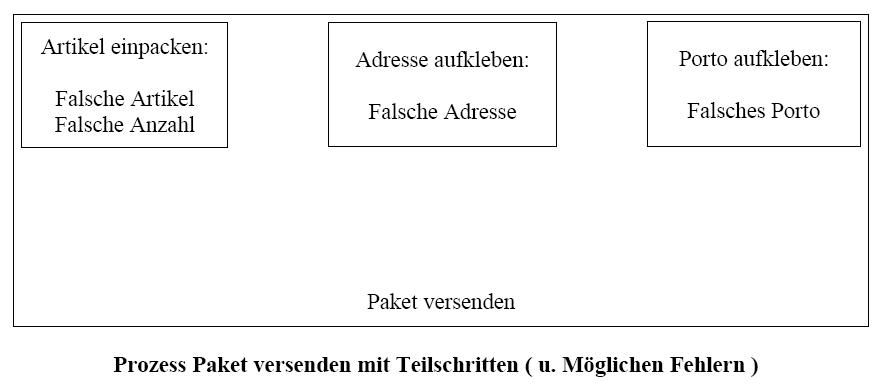
Prozess mit Teilschritten

Durch diese Methode soll sichergestellt werden, dass möglichst alle auftretenden Probleme nach einem Schema abgearbeitet, und somit behoben werden können. Das Ergebnis des Problementscheidungsplan kann dann in den Prozess eingebunden werden.

## Beispiele

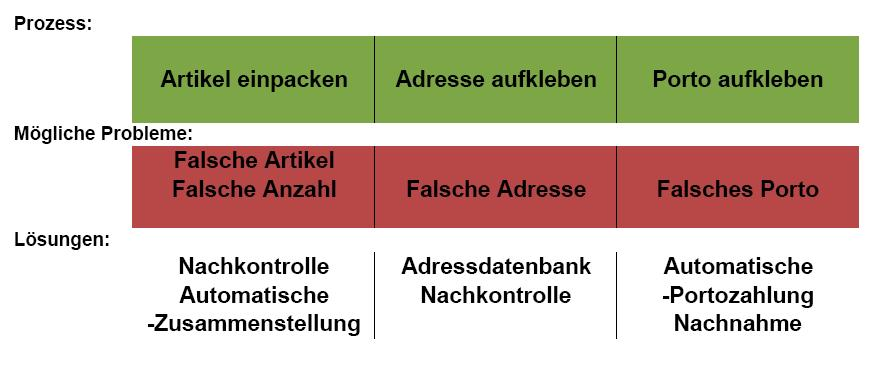
Plan ohne Bewertung der Lösungen